# アダム・カジミェシュ・チャルトリスキ
アダム・カジミェシュ・チャルトリスキ公爵（ポーランド語表記：Adam Kazimierz Czartoryski, 1734年12月1日 - 1823年3月19日）は、ポーランド・リトアニア共和国の貴族、作家、批評家、政治家。

## 生涯
ルテニア県知事を務めるアウグスト・アレクサンデル・チャルトリスキ公爵と、王冠領大ヘトマンであるアダム・ミコワイ・シェニャフスキの娘マリア・ゾフィアとの間の長男として生まれた。
1758年からポドレの総代官を務めた。父や伯父が中核をになう党派「ファミリア」の次代の指導者として期待されていたが、1763年の国王自由選挙では芸術のパトロンとしての事業に熱中するあまり立候補を辞退し、代わって王位についたのは従弟のスタニスワフ・アウグスト・ポニャトフスキだった。しかし新王の政府では「愛国派」の指導者として、また国民教育委員会の共同創設者の一人として常に国政の中枢にあった。彼は妻イザベラの協力を得て、プワヴィにある私邸チャルトリスキ宮殿をポーランドの知的・政治的な社交の中心地とすることに成功した。
アダム・カジミェシュはまた、「モニトル」紙の共同発行人となるなど、ポーランド啓蒙主義の指導的存在の一人でもあった。1768年に彼は騎士学校の校長となり、1788年から1792年まで開かれた歴史的な4年議会にはルブリン選出代議員として立ち会った。5月3日憲法を支持し、これを否決しようとするタルゴヴィツァ連盟に参加することを頑として拒んだ。アダム・カジミェシュは1764年5月から6月にかけての招集議会、およびワルシャワ公国での1812年6月の臨時セイムで議長を務めた。またナポレオン・ボナパルトは1812年、ポーランド王国総連盟を設立する際、アダム・カジミェシュをその議長の座につかせている。

## 叙勲
- 白鷲勲章…1764年11月25日
- 聖スタニスワフ勲章

## 著作
- Panna na wydaniu (1771).
- Katechizm kadecki (The Cadet's Catechism, 1774).
- Kawa (Coffee, 1779).
- Myśli o pismach polskich (1810).